# Geissaspis tenella
Geissaspis tenella är en ärtväxtart som beskrevs av George Bentham. Geissaspis tenella ingår i släktet Geissaspis och familjen ärtväxter. IUCN kategoriserar arten globalt som livskraftig.

## Underarter
Arten delas in i följande underarter:
- G. t. malabarica
- G. t. tenella

## Bildgalleri

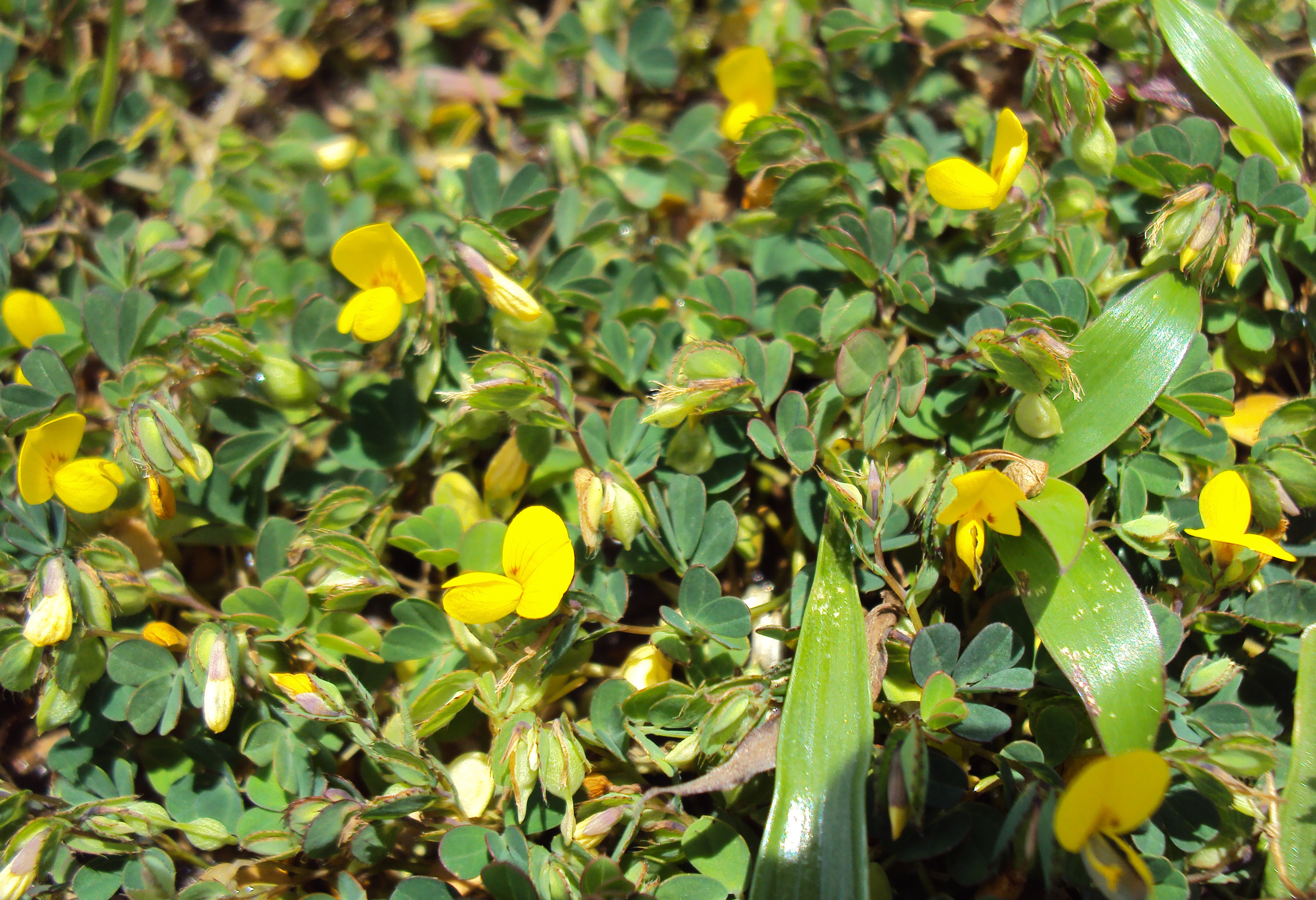
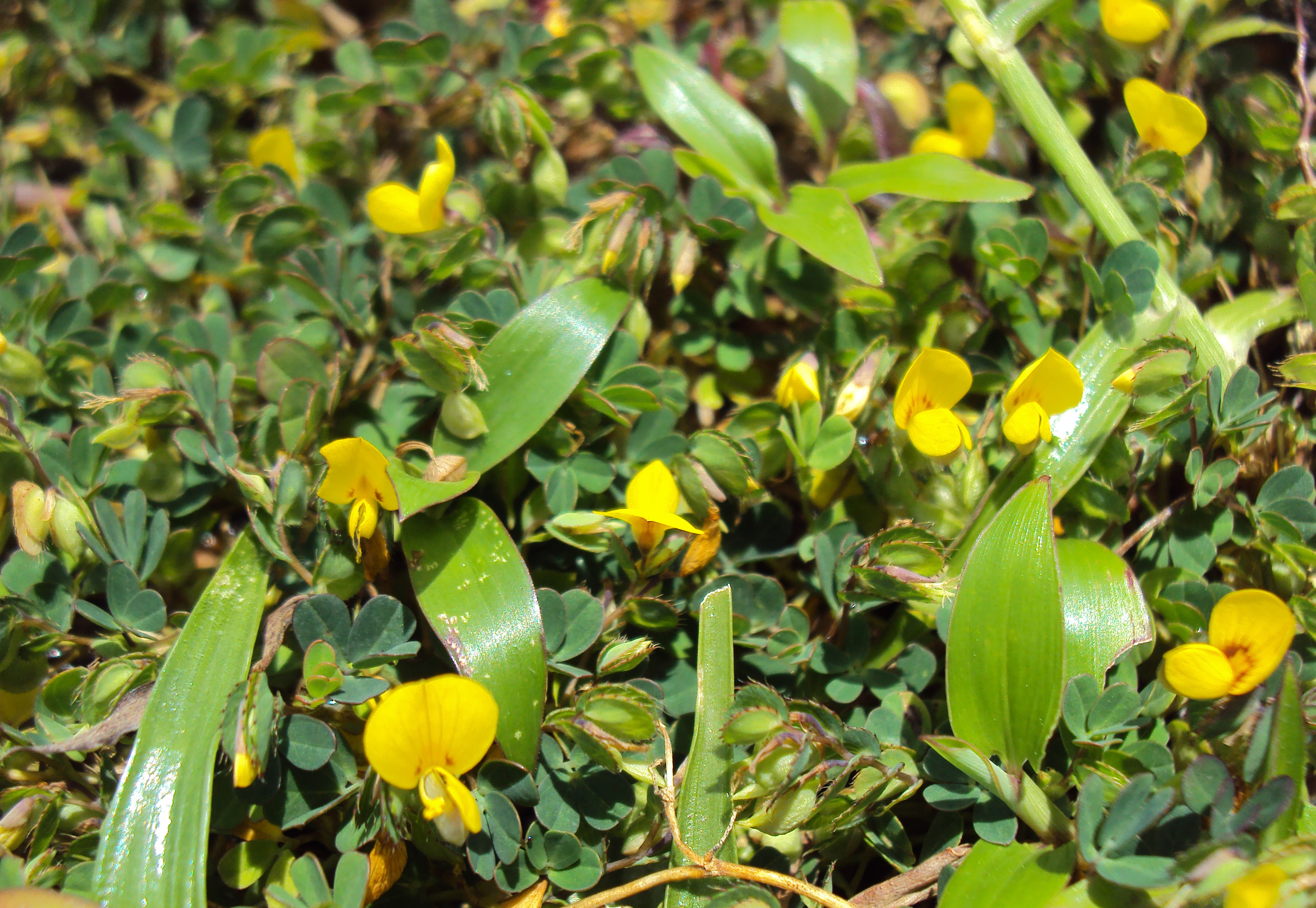
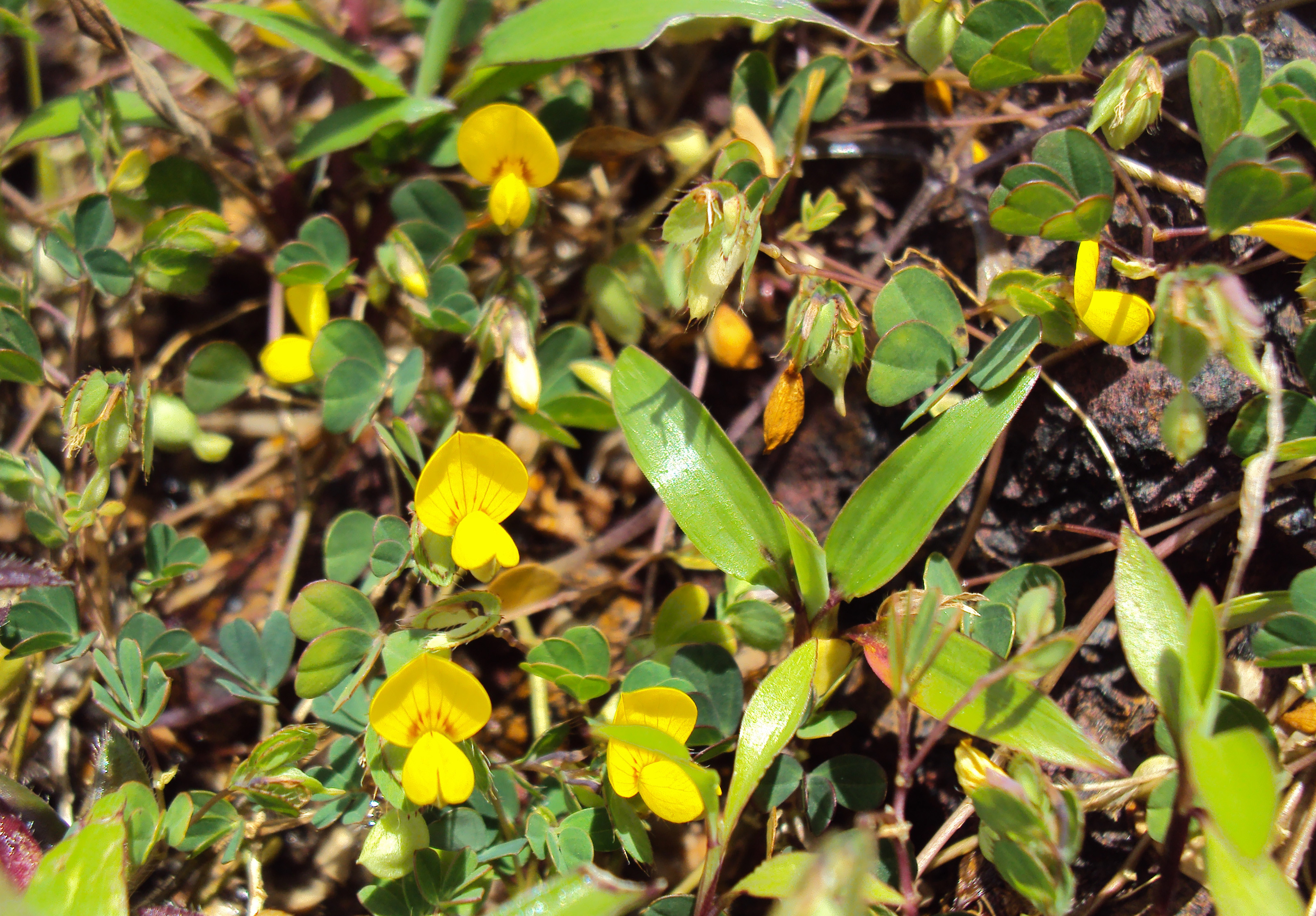
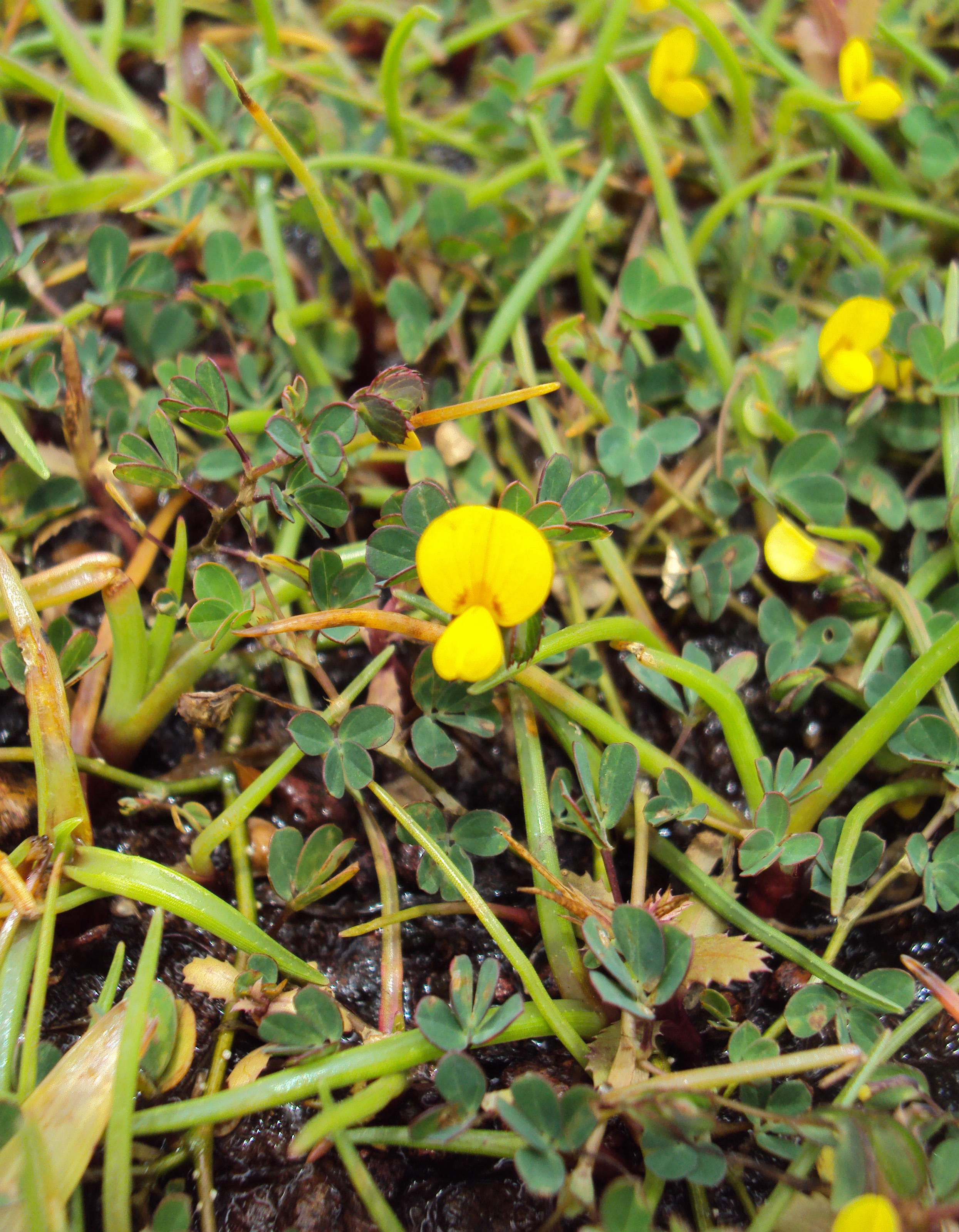
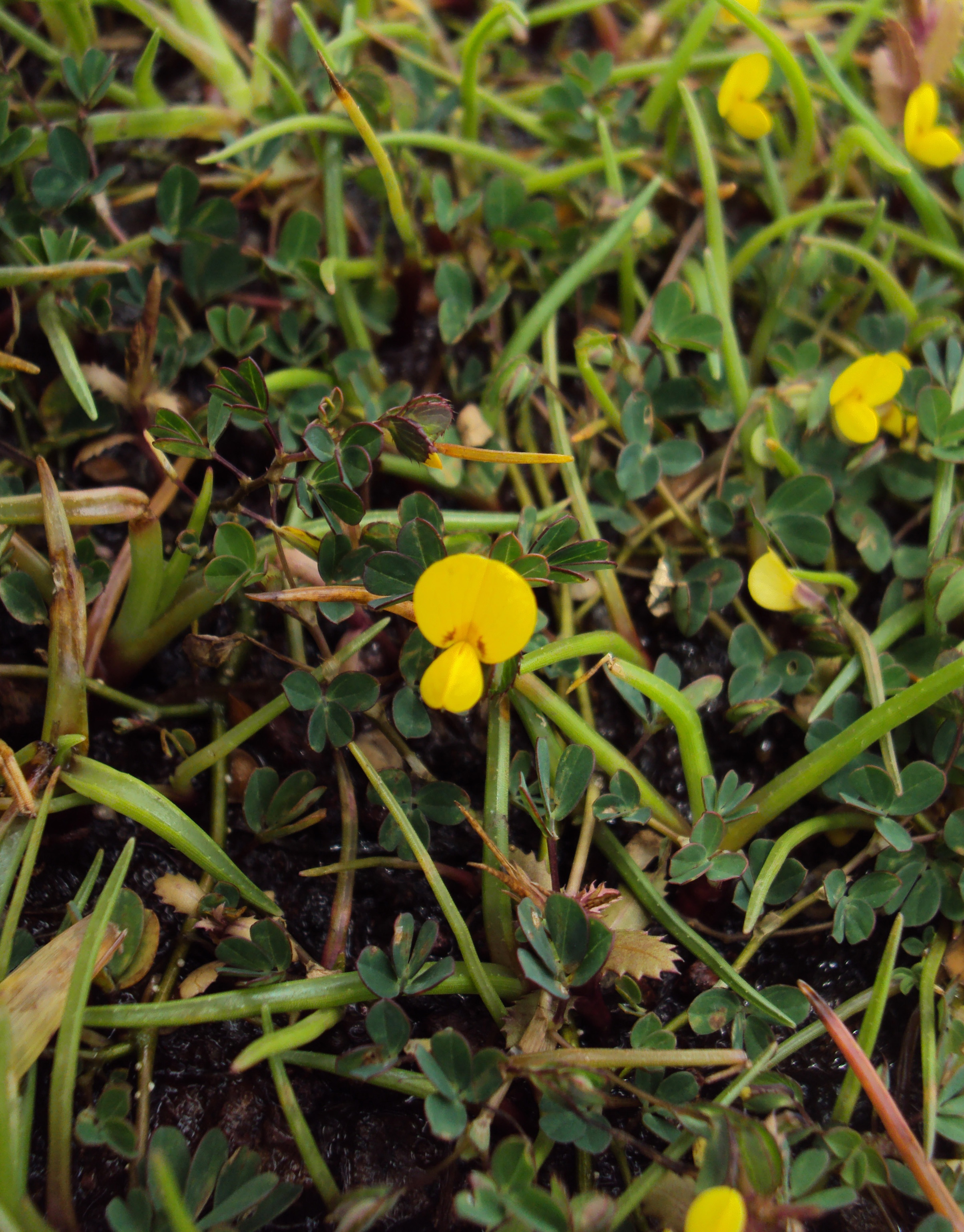
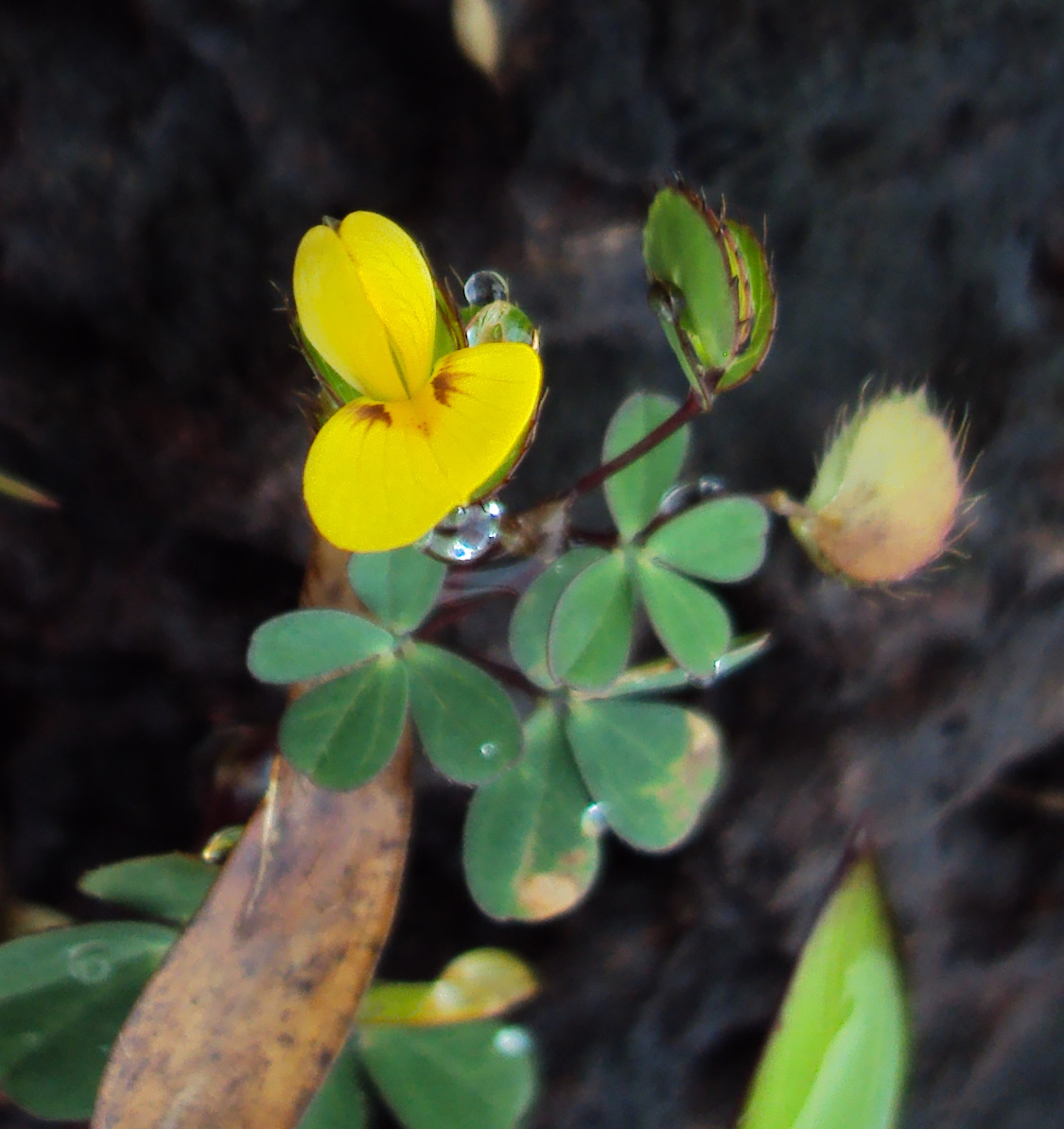